# فوكس ميديا
فوكس ميديا (بالإنجليزية: Vox Media)‏ هي شركة إعلام رقمي أميركية ومتعددة الجنسيات تأسست 15 يوليو 2005 باسم سبورتسبلوكز إنك (SportsBlogs Inc) من قبل جروم أرمسترونك وتايلر بلازينسكي وماركوس موليتساس ومقراها في واشنطن العاصمة ومدينة نيويورك. هي تعمل حاليا على ثمان علامات إعلامية: «إس بي نايشن» و«ذا فارج» و«بوليكون» و«كوربد» و«إيتر» و«راكد» و«فوكس» و«ريكود». وعلامات فوكس هي مبنية على كونسرت، وهو سوق  للتسويق والإعلان يديره الناشرون، وعلى كورس، وهو برمجية احتكارية لنظام إدارة المحتوى.
الشركة تملك وتدير مكاتبها في لوس أنجلس وشيكاغو وأوستن وسان فرانسيسكو. الشبكة تتميز الآن بأكثر من 300 موقع وأكثر من 400 كُتاب بأجر.

## وصلات خارجية
- الموقع الرسمي